# Пелех, Иван Никитич

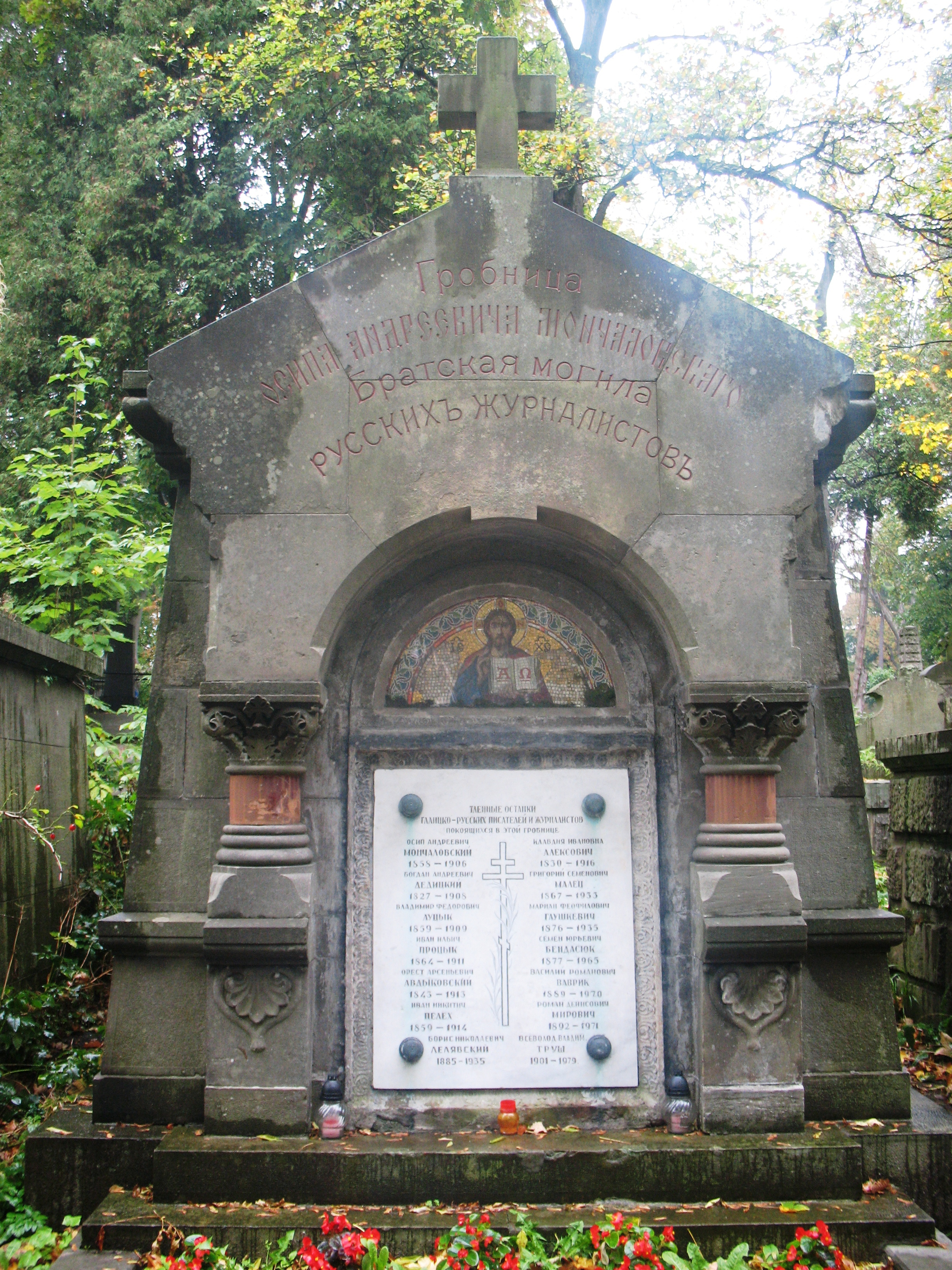
Братская могила русских журналистов, в которой похоронен Пелех

Ива́н Ники́тич Пе́лех (1859—1914) — галицко-русский издатель и журналист.

## Биография
Родился в селе Поморяны Зборовского уезда (Австрийская империя, ныне Украина) в семье учителя начальной школы. Учился в гимназиях в городах Бучач и Львов, окончил юридический факультет Львовского университета.
Долгое время на общественных началах работал секретарём Ставропигийского института и Общества имени Качковского. В 1887—1908 годах издавал «Русскую библиотеку», в которой выходили лучшие книги русской классической литературы. Редактировал газеты «Червоная Русь» (Львов, 1888—1891) и «Русское Слово» (Львов, 1890—1914), орган Русской народной партии.
Похоронен во Львове, на Лычаковском кладбище, в Братской могиле русских журналистов.